# Jenny Heymann
Jenny Heymann (* 28. Oktober 1890 in Stuttgart; † 13. Juni 1996 ebenda) war eine deutsche Pädagogin, die 1933 aufgrund ihres jüdischen Glaubens den staatlichen Schuldienst verlassen musste. Von 1933 bis 1939 unterrichtete sie am Jüdischen Landschulheim Herrlingen und emigrierte dann nach England. 1947 kehrte sie wieder nach Stuttgart zurück und arbeitete die nächsten Jahre als Lehrerin. Nach ihrem Ruhestand wurde sie 1956 Geschäftsführerin der Gesellschaft für Christlich-Jüdische Zusammenarbeit Stuttgart.

## Jugend und Ausbildung
Jenny Heymann ist die Tochter des Bankiers Heinrich Heymann (1849–1924) und dessen Ehefrau Helene (geborene Brüll, 6. April 1866 in Steinhart (Ober-Bayern) – 9. April 1941 in Stuttgart). Sie besuchte die Höhere Töchterschule am Königin-Katharina-Stift in Stuttgart und nach ihrem Abschluss dort auch das Lehrerinnenseminar. Nach ihrer Prüfung im Jahre 1910 unterrichtete sie als Unterstufenlehrerin in verschiedenen Anstellungen. Sie holte das Latinum nach und absolvierte von 1919 bis 1922 ein weiterführendes Studium der Neueren Philologie in Tübingen und Hamburg, das sie mit der Staatsprüfung für das Höhere Lehramt abschloss.
Ihr Studium an der Universität Tübingen, die im Kaiserreich und in der Weimarer Republik wenig offen und liberal gewesen sei, ist ihr bis ins hohe Alter hinein in eher schlechter Erinnerung geblieben. Noch in einem Interview mit ihr aus dem Jahre 1995 anlässlich ihres 100. Geburtstags habe sie erwähnt, „dass der Antisemitismus an der Universität […] in ihrer Studienzeit so schmerzlich und demütigend gewesen [sei], daß sie noch heute nicht darüber sprechen“ wolle.
Nach dem Studium unterrichtete Jenny Heymann als Referendarin an Schulen in Stuttgart und Göppingen und wurde 1929 zur Studienrätin an der Mädchenoberschule in Ludwigsburg, dem heutigen Goethe-Gymnasium, ernannt. Hier lernte sie die ein Jahr zuvor zur ersten Schulleiterin Württembergs berufene Elisabeth Kranz (1887–1972) kennen, der sie in lebenslanger Freundschaft verbunden blieb und mit der sie nach ihrer Rückkehr aus der Emigration auch zusammenzog.
Jenny Heymann, die von 1929 bis 1932 auch als Redakteurin der von 1921 bis 1933 erschienenen Württembergischen Lehrerinnen-Zeitung des Württembergischen Lehrerinnenvereins tätig war, wird am 6. September 1933 als Nichtarierin aus dem Schuldienst entlassen. Für sie und ihre Freundin Elisabeth Kranz muss es besonders schmerzlich gewesen sein, dass ausgerechnet Kranz es war, die ihr die Entlassungsurkunde hat überreichen müssen.

## Jüdisches Landschulheim Herrlingen
Anfang August 1933 trafen sich Anna Essinger und Hugo Rosenthal zum ersten Mal, um über die Weiterführung und Umwandlung des Landschulheims Herrlingen in ein jüdisches Landschulheim unter Rosenthals Leitung zu verhandeln. Sie waren sich rasch einig geworden, und so konnte als nächster Schritt das Gespräch mit der Schulaufsicht gesucht werden. Rosenthal erinnerte sich an diesen Termin wie folgt: „Ein oder zwei Wochen später war ich wieder in Herrlingen um durch Anna Essinger dem Präsidenten der Ministerialabteilung für die höheren Schulen, Herrn Bracher, vorgestellt zu werden.“ Dieser Besuch bei Bracher dauerte nicht lange, doch an dessen Ende erwartete Rosenthal eine Überraschung. „Als wir aufbrechen wollten, hielt mich Präsident Bracher einen Augenblick zurück. ‚Wir mussten laut Gesetz eine unserer geschätztesten Lehrerinnen, die Studienrätin Fräulein Jenny Heymann, aus dem Dienst entlassen. Ich würde mich freuen, wenn Sie die Möglichkeit sähen, sie in Ihrem Landschulheim zu beschäftigen.‘ Ich blickte bestürzt zu Fräulein Essinger hinüber. Sie war ohne Zweifel überrascht, aber nichts Beunruhigendes lag in ihrem Ausdruck. Offenbar kannte sie die Studienrätin Heymann. So erwiderte ich gelassen, dass ich mich freuen würde, Fräulein Heymann kennen zu lernen.“
Der hohe Ministerialbeamte, der sich so um Jenny Heymann sorgte und auch die Fortführung des Landschulheims durch Hugo Rosenthal absegnete, war Theodor Bracher (1876–1955), der Vater des späteren Politikwissenschaftlers Karl Dietrich Bracher. Ihm hatte es Heymann letztlich zu verdanken, dass sie ab Oktober 1933 am Jüdischen Landschulheim Herrlingen unterrichten konnte und der Schule bis zu ihrer Schließung im Frühjahr 1939 als Lehrerin verbunden blieb. Gleichwohl war für sie der Wechsel vom staatlichen Schuldienst in das jüdisch geprägte Landschulheim kein leichter Schritt.

„Im Oktober 1933 trat ich in das jüdische Landschulheim Herrlingen ein. Ich hatte mich vom Judentum entfernt. Bedingt durch meinen Beruf waren meine besten Freunde Christen. Meine Eltern waren zwar bewußte Juden, gehörten aber zu jener liberalen Gruppe, die sich vollkommen von der Religion und ihren Gebräuchen gelöst hatte. Ich stand nun schon in der Mitte des Lebens und sah der Zukunft mit großem Bangen entgegen. Wie würde ich mich zurechtfinden? Würde sich der Satz bewähren, daß jedem Anfang ein Zauber innewohnt? Ich lernte zum ersten Mal Menschen kennen, die im Judentum verwurzelt waren, die es liebten und sich darin auskannten. […] Hugo Rosenthal war ein überzeugter Zionist. Ich selbst war eine unbedingte Anhängerin der Assimilation. Noch glaubte ich, daß die Herrschaft der Nazis bald zu Ende gehen würde, während Hugo Rosenthal vollkommen richtig prophezeite, allerdings nicht bis zum letzten Ausmaß.“

Auch die Schule selber, die Form des Unterrichts, den sie, die sich als aus einer autoritären Zeit kommend beschrieb, viel freier als an der Staatsschule empfand und der gänzlich andere Umgang zwischen Schülern und Erwachsenen war für sie zunächst Neuland. Doch die Umstellung gelang, weshalb sich in einer Festrede aus Anlass ihres 90. Geburtstags am 28. Oktober 1980 viel Sympathie für sie ausdrückte.

„Selbst aus der Bahn ihrer Berufsarbeit geworfen, war sie gleich ihren jungen Kollegen auf der Suche nach neuen Werten, die die Beziehung zu denen der Vergangenheit nicht abbrechen sollten, sich aber doch an einer neuen Zukunft orientieren
mußten. Das war ein mühsamer, langer Weg - da gab es manche unter den Schülern und Erwachsenen, die bei Jenny Heymann Hilfe suchten und fanden. Es War ihre mütterliche Wärme, stete Hilfsbereitschaft, ihr Humor und ihre Toleranz, die zu einer ganz besonderen Atmosphäre in der Schulgemeinde und auch in den Schulstunden beitrugen. Ihr kleines Privatzimmer war ein Sammelpunkt.“

Jenny Heymann war nicht nur für andere eine wichtige Stütze in schwierigen Zeiten, sondern hat selber auch Zuspruch erfahren. Ihre oben schon erwähnte Freundin Elisabeth Kranz, die das nationalsozialistische Regime ablehnte und 1937 im Alter von 50 Jahren auf eigenen Wunsch vorzeitig pensioniert worden war, bewies Zivilcourage, „indem sie zu ihrer jüdischen Kollegin Jenny Heymann und deren Mutter stand, die sie sogar auf offener Straße umarmte und dafür eine ‚strenge Maßregelung‘ sowie die Sperrung eines Teils ihres Vermögens hinnehmen musste.“

## Emigration
Ende März 1939 führte an der Schließung des Jüdischen Landschulheims Herrlingen kein Weg mehr vorbei. Jenny Heymann emigrierte umgehend und lebte von Juli 1939 bis Dezember 1946 in London. Sie hatte offenbar während ihrer Zeit in Herrlingen auch noch eine Wohnung in Stuttgart besessen. In diese zog nun Elisabeth Kranz ein.
Jenny Heymann arbeitete in London als Lehrerin und gab unter anderem Englischkurse für Emigranten, doch sie musste sich teilweise auch als Hausgehilfin und Putzfrau durchschlagen. Sie schloss während dieser Zeit Freundschaft mit Caroline Senator (1896–1994), einer englischen Lehrerin, mit der zusammen sie ab 1949 den englisch-deutschen Schüleraustausch zwischen der North London Collegiate School und dem Goethe-Gymnasium Ludwigsburg aufbaute.
Weitere Informationen über Jenny Heymanns Jahre in der Emigration liegen kaum vor, doch so, wie ihr Privatzimmer in Herrlingen schon zum Sammelpunkt vieler Schülerinnen und Schüler geworden war, wurde auch in London „ihre kleine Wohnung wieder zu einem Sammelplatz, beinahe ‚wie zu Hause‘, wo man neue Stärkung holen konnte, um mit Einsamkeit und Ratlosigkeit fertig zu werden. Das war die Zeit, als aus der Erzieherin die Freundin wurde.“ Von diesem Londoner Sammelpunkt profitierten vor allem die ebenfalls in London lebenden ehemaligen Herrlinger.

## Rückkehr nach Deutschland
Vom Stadtarchiv Stuttgart wird über Jenny Heymanns Entscheidung über ihr Leben nach dem Ende des Zweiten Weltkriegs die folgende Anekdote überliefert: „Nach Kriegsende wollte Jenny Heymann ursprünglich von London in die USA auswandern. Elisabeth Kranz überredete sie jedoch, zurück nach Stuttgart in die gemeinsame Wohnung zu kommen, da angeblich so viele Kohlen bei ihnen vorhanden seien. Letztendlich handelte es sich um einen Sack Kohle.“
Am 1. Januar 1947 kehrte Jenny Heymann nach Stuttgart zurück und wurde wieder Lehrerin in Ludwigsburg am Goethe-Gymnasium. Zusammen mit ihrer englischen Freundin, Caroline Senator, organisierte sie hier 1949 einen der ersten Schüleraustausche mit einer englischen Schule.
1948 gehörte Jenny Heymann zu den ersten Stuttgartern, die von den Alliierten für die Gründung einer Gesellschaft für Christlich-Jüdische Zusammenarbeit kontaktiert wurden. 1958 übernahm sie für ein halbes Jahr die Geschäftsführung der Gesellschaft und wirkte darüber hinaus vor allem in deren Erzieherausschuss mit.
Von 1950 bis zu ihrer Pensionierung im Jahre 1955 unterrichtete Jenny Heymann als Oberstudienrätin am Hölderlin-Gymnasium Stuttgart. Sie erteilte danach noch Privatunterricht und übernahm auch einen Unterrichtsauftrag in einem katholischen Gymnasium. Im Oktober 1972 starb ihre langjährige Mitbewohnerin und Freundin Elisabeth Kranz. Ein Jahr später, im November 1973, zog Joan Brooks-Hill (eine North Londonerin, eine ehemalige Schülerin von Caroline Senator) zur 82-jährigen Jenny Heymann und lebte bis zum Tode Jenny Heymanns mit ihr zusammen.
In heiterer Gelassenheit feierte Jenny Heymann noch ihren 105. Geburtstag im Kreis früherer Herrlinger Schüler: „Das saßen wir nun zu zehnt am ovalen Tisch, und ich fühlte mich beinahe wie in einer Familie. (…) Heiter ging es zu, als wir uns der Zeit vor 60 Jahren erinnerten. Alles Schreckliche schoben wir beiseite. Wir hatten überlebt“.
Bis zu ihrem Tod im Jahre 1996 lebte Jenny Heymann in ihrer Stuttgarter Wohnung. Sie wurde im israelitischen Teil des Stuttgarter Pragfriedhofs beigesetzt.
Eine ihrer Schülerinnen am Goethe-Gymnasium Ludwigsburg, die ihr freundschaftlich verbunden blieb, war Margarete Dörr.

## Würdigungen
- Jenny Heymann wurde 1990 die Otto-Hirsch-Auszeichnung verliehen.
- Die Gesellschaft für Christlich-Jüdische Zusammenarbeit (GCJZ) Stuttgart verleiht seit 2014 an Schülerinnen und Schüler der gymnasialen Oberstufe den Jenny-Heymann-Preis. Die GCJZ würdigt damit Schülerarbeiten zu christlich-jüdischen Themen. Der Preis wird jedes Jahr innerhalb der Woche der Brüderlichkeit verliehen.[13]
- Seit 2018 verleiht die PH Ludwigsburg jährlich den Jenny-Heymann-Diversitätspreis für herausragende wissenschaftliche Abschlussarbeiten zum Thema Diversität.[14]